# George Leslie Mackay
George Leslie Mackay (* 21. März 1844 in Zorra, Oxford County (Ontario), Kanada; † 2. Juni 1901 in Tamsui) war der erste Missionar der Presbyterianischen Kirche Kanadas. Er erreichte Taiwan, seine Wirkungsstätte, Ende 1871 und lebte dort bis zu seinem Lebensende.

## Leben
Mackay lebte in Tamsui, wo er eine Missionsstation betrieb. Er heiratete eine einheimische Frau, mit der er drei Kinder hatte, und lernte Chinesisch. Er reiste wiederholt in die von den Ureinwohnern bewohnten Gebiete, um dort zu missionieren.
Mackay etablierte eine Krankenstation, die sich zu einem Krankenhaus weiterentwickelte, und gründete die erste Mädchenschule in Taiwan überhaupt sowie das Oxford-College. Zur Gründung dieses College kam es, als Mackay 1880 nach achtjähriger Tätigkeit nach Kanada zurückkehrte, um über seine Arbeit Rechenschaft abzulegen. Als seine Landsleute erfuhren, dass er seine Schüler im Schatten großer Bäume unterrichtete, spendeten sie über 6000 Dollar für den Aufbau einer Schule. Nach seiner Rückkehr machte sich Mackay an die Arbeit und unter seiner Leitung wurde das Gebäude 1882 fertiggestellt. Das Haus ist nun Teil einer Universität. Es ist benannt nach dem Oxford-County in Kanada, wo das Geld für den Bau gespendet wurde.
Mackay schrieb ein Buch über Taiwan mit dem Titel „From Far Formosa“. Dieses Buch vermittelt einen guten Einblick in das Leben in Taiwan Ende des 19. Jahrhunderts. Es finden sich auch Kapitel über die Fauna und Flora der Insel und sogar die Geologie mitsamt einer geologischen Karte. In Taiwan wurde das Buch in den letzten Jahren dreimal nachgedruckt.

## Nachwirkungen
2008 wurde eine englisch-taiwanische Oper über sein Leben mit dem Titel The Black Bearded Bible Man inszeniert und Ende November 2008 im Nationalen Chiang-Kai-Shek-Kulturzentrum in Taipeh uraufgeführt.
Aus dem von Mackay gegründeten Krankenhaus, in dem schon früh immer wieder andere ausländische Ärzte arbeiteten, gingen insgesamt vier Mackay Memorial Hospitals hervor, die sich u. a. um die bis dahin in Taiwan kaum etablierte Palliative Care kümmern.